# Чемпионат Тайваня по футболу
Тайваньская футбольная премьер-лига (TFPL; кит. 台灣企業甲級足球聯賽, англ. Taiwan Football Premier League) — высший футбольный дивизион Тайваня, проводимый под эгидой Футбольной ассоциации китайского Тайбэя (CTFA). До 2017 года назывался Междугородная футбольная лига (IFL; кит. 城市足球聯賽, англ. Intercity Football League). С 1983 по 2008 годы высшим дивизионом страны была Корпоративная футбольная лига (EFL; кит. 企業足球聯賽, англ. Enterprise Football League), которая в 2009 году, после изменения правил и слияния с Междугородней футбольной лигой, прекратила своё существование.

## История
Тайваньская футбольная премьер-лига была основана в 2017 году после закрытия Первого дивизиона Национальной футбольной лиги (Междугородная футбольная лига).
В условиях серьезной эпидемии COVID-19 в 2020 году TFPL из-за лёгкой ситуации на Тайване стала одной из немногих футбольных лиг в мире, начавших сезон в обычном режиме.

## Формат соревнований
Сезон Тайваньской футбольной премьер-лиги обычно длится с апреля по ноябрь. В турнире принимают участие 8 команд, которые играют в три круга, каждый из которых состоит из семи игр. По окончании сезона из 21 игры лучшая команда выигрывает чемпионский титул и автоматически получает место в Кубке АФК в следующем году.
С 2020 года между Премьер-лигой и Вторым дивизионом Тайваньской футбольной лиги (кит. 台灣企業甲級升降足球聯賽, англ. Taiwan Second Division Football League) существует система повышения и понижения. Команда, занявшая последнее место в Премьер-лиге, переводится во Второй дивизион, а лучшая команда из Второго дивизиона — в Премьер-лигу. Команда, занявшая второе место во Втором дивизионе играет в квалификационном турнире с командой, занявшей седьмое место в Премьер-лиге, победитель принимает участие в Премьер-лиге следующего сезона.

## Победители
| Сезон                      | Чемпион                                                     | 2-место                                                  | 3-место                                                          |
| -------------------------- | ----------------------------------------------------------- | -------------------------------------------------------- | ---------------------------------------------------------------- |
| Футбольная лига Энтерпрайз |                                                             |                                                          |                                                                  |
| 1983                       | Флайинг Кэмел                                               | Тайбэй-Сити Банк                                         | Тайвань Пауэр Компани                                            |
| 1984                       | Флайинг Кэмел                                               | Лукуан                                                   | Тайбэй-Сити Банк                                                 |
| 1985                       | Флайинг Кэмел                                               | Тайбэй-Сити Банк                                         | Лукуан                                                           |
| 1986                       | Тайбэй-Сити Банк                                            | Флайинг Кэмел                                            | Лукуан                                                           |
| 1987                       | Тайвань Пауэр Компани                                       | Флайинг Кэмел                                            | Тайбэй-Сити Банк                                                 |
| 1988                       | Флайинг Кэмел                                               | Тайвань Пауэр Компани                                    | Лукуан                                                           |
| 1989                       | Тайбэй-Сити Банк                                            | Флайинг Кэмел                                            | Лукуан                                                           |
| 1990                       | Тайвань Пауэр Компани                                       | Тайбэй-Сити Банк                                         | Лукуан                                                           |
| 1991                       | Тайбэй-Сити Банк                                            | Лукуан                                                   | Тайвань Пауэр Компани                                            |
| 1992                       | Тайвань Пауэр Компани                                       | Датун                                                    | Флайинг Кэмел                                                    |
| 1993                       | Флайинг Кэмел                                               | Тайвань Пауэр Компани                                    | Тайбэй-Сити Банк                                                 |
| 1994                       | Тайвань Пауэр Компани                                       | Тайбэй-Сити Банк                                         | Лукуан                                                           |
| 1995                       | Тайвань Пауэр Компани                                       | Датун                                                    | Тайбэй-Сити Банк                                                 |
| 1996                       | Тайвань Пауэр Компани                                       | Датун                                                    | Тайбэй-Сити Банк                                                 |
| 1997                       | Тайвань Пауэр Компани                                       | Датун                                                    | Нейшнел Тайвань Юнивёсити оф Спорт                               |
| 1998                       | Тайвань Пауэр Компани                                       | Тайбэй-Сити Банк                                         | Флайинг Кэмел                                                    |
| 1999                       | Тайвань Пауэр Компани                                       | Датун                                                    | Лукуан                                                           |
| 2000/01                    | Тайвань Пауэр Компани                                       | Датун                                                    | Вэй Дань                                                         |
| 2001/02                    | Тайвань Пауэр Компани                                       | Датун                                                    | Минчуань Юнивёсити                                               |
| 2002/03                    | Тайвань Пауэр Компани                                       | Датун                                                    | Нейшнел Тайвань Юнивёсити оф Спорт                               |
| 2004                       | Тайвань Пауэр Компани                                       | Датун                                                    | Минчуань Юнивёсити                                               |
| 2005                       | Датун                                                       | Тайвань Пауэр Компани                                    | НСТЦ                                                             |
| 2006                       | Датун                                                       | Тайвань Пауэр Компани                                    | Сборная Тайваня U-23 (как «Чайна Стил»)                          |
| 2007                       | Тайвань Пауэр Компани                                       | НСТЦ (как «Кэньдин Шато»)                                | Сборная Тайваня U-23 (как «Фубон Файнэншел»)                     |
| 2008                       | Тайвань Пауэр Компани                                       | Датун                                                    | Нейшнел Тайвань Юнивёсити оф Спорт (как «Молтен Цо I»)           |
| Футбольная лига Интерсити  |                                                             |                                                          |                                                                  |
| 2007                       | Тайбэй-Сити Датун                                           | Тайбэй Физикал Эдюкейшен Колледж (как «Тайнань-Каунти»)  | Илань-Каунти                                                     |
| 2008                       | Гаосюн-Каунти Тайпауэр                                      | Нейшнел Тайвань Юнивёсити оф Спорт (как «Чиа Чэн Хсинь») | Тайбэй Физикал Эдюкейшен Колледж (как «Тайнань-Каунти Хунь Син») |
| 2009                       | Нейшнел Тайвань Юнивёсити оф Спорт (как «Гаосюн-Сити Йоди») | Гаосюн-Каунти Тайпауэр                                   | Тайбэй Физикал Эдюкейшен Колледж (как «Тайнань-Каунти»)          |
| 2010                       | Гаосюн-Каунти Тайпауэр                                      | Тайбэй Физикал Эдюкейшен Колледж (как «Асикс»)           | Тайбэй-Сити Датун                                                |
| 2011                       | Гаосюн-Каунти Тайпауэр                                      | Тайбэй-Сити Датун                                        | Нейшнел Тайвань Юнивёсити оф Спорт                               |
| 2012                       | Гаосюн-Каунти Тайпауэр                                      | Тайбэй-Сити Датун                                        | НСТЦ                                                             |
| 2013                       | Тайбэй-Сити Датун                                           | Гаосюн-Каунти Тайпауэр                                   | Тайчжун-Сити Дрэгон                                              |
| 2014                       | Гаосюн-Каунти Тайпауэр                                      | НСТЦ                                                     | Тайчжун-Сити Дрэгон                                              |
| 2015/16                    | Гаосюн-Каунти Тайпауэр                                      | Тайбэй-Сити Датун                                        | Нейшнел Тайвань Юнивёсити оф Спорт                               |
| Футбольная лига Энтерпрайз |                                                             |                                                          |                                                                  |
| 2017                       | Леопард Кэт                                                 | Тайвань Пауэр Компани                                    | Хан Юэнь                                                         |
| 2018                       | Леопард Кэт                                                 | Тайвань Пауэр Компани                                    | Хан Юэнь                                                         |
| 2019                       | Леопард Кэт                                                 | Тайвань Пауэр Компани                                    | Хан Юэнь                                                         |
| 2020                       | Тайвань Стил                                                | Тайвань Пауэр Компани                                    | Тайчжун Футуро                                                   |
| 2021                       | Тайвань Стил                                                | Тайвань Пауэр Компани                                    | Тайчжун Футуро                                                   |
| 2022                       | Тайвань Стил                                                | Тайчжун Футуро                                           | Тайвань Пауэр Компани                                            |
| 2023                       | Тайвань Стил                                                | Тайвань Шиху                                             | Тайвань Пауэр Компани                                            |
| 2024                       | Тайвань Стил                                                | Тайчжун Футуро                                           | Хан Юэн                                                          |